# 馬伋
馬伋（1542年—？），字汝賢，號純野，湖廣荊州府江陵縣人，明朝政治人物。

## 生平
嘉靖四十三年（1564年）甲子科湖廣鄉試第七名舉人。隆慶二年（1568年）中式戊辰科會試第一百二十三名，三甲第一百二十三名進士。授曲陽縣知縣，歷户部主事、郎中，贬惠州府通判，累升南京刑部郎中，萬曆二十一年（1593年）三月出为雲南布政司右參議，二十三年五月升四川威茂道副使。

## 家族
曾祖馬成；祖父馬必榮；父馬景懷，母李氏。慈侍下。兄馬像、馬傅、馬儀。